# Nederduitsch Hervormde Kerk van Afrika
Die Nederduitsch Hervormde Kerk van Afrika (NHKA) ist eine niederländisch-reformierte Kirche im südlichen Afrika und besteht neben der – deutlich größeren – Nederduitse Gereformeerde Kerk (NGK). 
Sie besteht aus 276 Gemeinden in Botswana, Namibia, Neuseeland, Sambia, Simbabwe und vor allem Südafrika. Die NHKA ist Mitglied der Weltgemeinschaft Reformierter Kirchen und hatte zum Ende des 20. Jahrhunderts etwa 200.000 Mitglieder. Hauptsitz ist Pretoria in Südafrika.